# پرینسس (کنتاکی)
پرینسس (به انگلیسی: Princess) یک منطقهٔ مسکونی در ایالات متحده آمریکا است که در شهرستان بوید، کنتاکی واقع شده‌است.